# CC-2022 (Redstone)
Le CC-2022 est un missile Redstone type Block II, de la famille Redstone. Il décolle le 6 octobre 1960, au pas de lancement ALA-3 au complexe LC-36 du White Sands Missile Range. Il est le dernier missile lancé au White Sands Missile Range. Il est tiré par la 46e batterie B du FAMG. Il transporte avec lui une capsule de reconnaissance T-1 TV. L'unité de propulsion est celui d'un Redstone tactique (en vert), tandis que l'unité de corps est celui d'un Redstone de recherche et développement (en blanc),.